# Neustadt am Rübenberge
Neustadt am Rübenberge, Neustadt a. Rbge. – miasto w Niemczech, w kraju związkowym Dolna Saksonia, w związku komunalnym Region Hanower. Pod względem powierzchni (357 km²) jest siódmym skupiskiem ludności w Niemczech (zaraz po Berlinie, Hamburgu i Kolonii), mimo że mieszka tu zaledwie około 45 tys. mieszkańców. Miasto leży w regionie zwanym popularnie Hannoversche Moorgeest.

## Dzielnice
W skład miasta wchodzą 34 dzielnice:
| - Amedorf - Averhoy - Basse - Bevensen - Bordenau - Borstel - Brase - Büren - Dudensen - Eilvese - Empede - Esperke | - Evensen - Hagen - Helstorf - Laderholz - Lutter - Luttmersen - Mandelsloh - Mardorf - Mariensee - Metel - Moordorf - Niedernstöcken | - Nöpke - Otternhagen - Poggenhagen - Scharrel - Schneeren - Stöckendrebber - Suttorf - Vesbeck - Welze - Wulfelade |

## Zabytki
- Liebfrauenkirche
- Zamek Landestrost

## Współpraca
- La Ferté-Macé, Francja